# Dampia pocilloporaeformis
Dampia pocilloporaeformis är en korallart som beskrevs av Philip Alderslade 1983. Dampia pocilloporaeformis ingår i släktet Dampia och familjen läderkoraller. Inga underarter finns listade i Catalogue of Life.